# Некома (Северна Дакота)
Некома (енгл. Nekoma) град је у америчкој савезној држави Северна Дакота.

## Демографија
По попису из 2010. године број становника је 50, што је 1 (-2,0%) становника мање него 2000. године.
| Група             | 2000.      | 2010.       |
| Белци             | 50 (98,0%) | 50 (100,0%) |
| Афроамериканци    | 0 (0,0%)   | 0 (0,0%)    |
| Азијати           | 0 (0,0%)   | 0 (0,0%)    |
| Хиспаноамериканци | 0 (0,0%)   | 0 (0,0%)    |
| Укупно            | 51         | 50          |